# Musée des sapeurs-pompiers de Lyon
Le musée des sapeurs-pompiers de Lyon est fondé en 1966 par le chef de corps des sapeurs-pompiers de Lyon. Le maire de Lyon de l'époque, Louis Pradel met à disposition en 1971 des locaux dans le quartier de La Duchère pour permettre la présentation des collections du musée. La mobilisation des sapeurs-pompiers a permis de constituer une collection, conserver et restaurer une collection de 160 véhicules et plus de 3000 matériels pompiers datant de l’époque moderne à l’époque contemporaine. En 2005, la collection est classée Musée de France. Depuis 2009, c'est le Comité d'Animation Sociale et Culturelle du SDIS du Rhône qui est propriétaire de la collection.

## La Catastrophe de Feyzin: une prise de conscience
Le 4 janvier 1966, une fuite de gaz se propage sur le site de la raffinerie de Feyzin et entraîne une explosion et l’embrasement de plusieurs sphères de stockage de propane. Dix-huit personnes meurent dans cette catastrophe et 82 personnes sont blessées. Ce jour-là, l’explosion fait onze morts chez les sapeurs-pompiers de Lyon et de Vienne (Isère). Le musée des sapeurs-pompiers de Lyon est à l’origine un lieu de mémoire, un mémorial en hommage aux victimes du 4 janvier 1966.
C'est également dans ce but de mémoire que sont rassemblés au musée les anciens matériels de sapeurs-pompiers, jusqu'alors remisés dans les casernes.

## Le classement "Musée de France"
Les sapeurs-pompiers de Lyon et du Rhône s’investissent bénévolement dans le musée. D’abord constituée de pompes à bras et de motopompes, la collection s’enrichit avec des véhicules et des uniformes. En 2005, le Service des Musées de France classe la collection. Le label reconnaît alors la collection d’intérêt public et la protège. Dès lors, des travaux de restructuration ont lieu, le parcours est repensé sur une surface d’exposition de 1 200 m2. Désormais placées dans le domaine public, les collections sont conservées et valorisées par des agents du Ministère de la culture.

## La collection
Le musée permet d’appréhender l’évolution technique des véhicules de lutte contre les incendies : les premières pompes à bras datant du XVIIIe siècle, une pompe à vapeur dite « le Rhône » et les premières motopompes à moteur à explosion sont présentées. Les 160 véhicules d’intervention sont visibles durant les journées du patrimoine. Les fourgons-pompes, les premiers secours, les échelles mécaniques, les ambulances, les fourgons de sauvetage témoignent de l’évolution du secours et l’ingéniosité du matériel développé par les sapeurs-pompiers volontaires dans les villages. L’histoire de la ville de Lyon et de la région est ainsi abordée par le prisme de la lutte contre le feu et du secours aux personnes. 

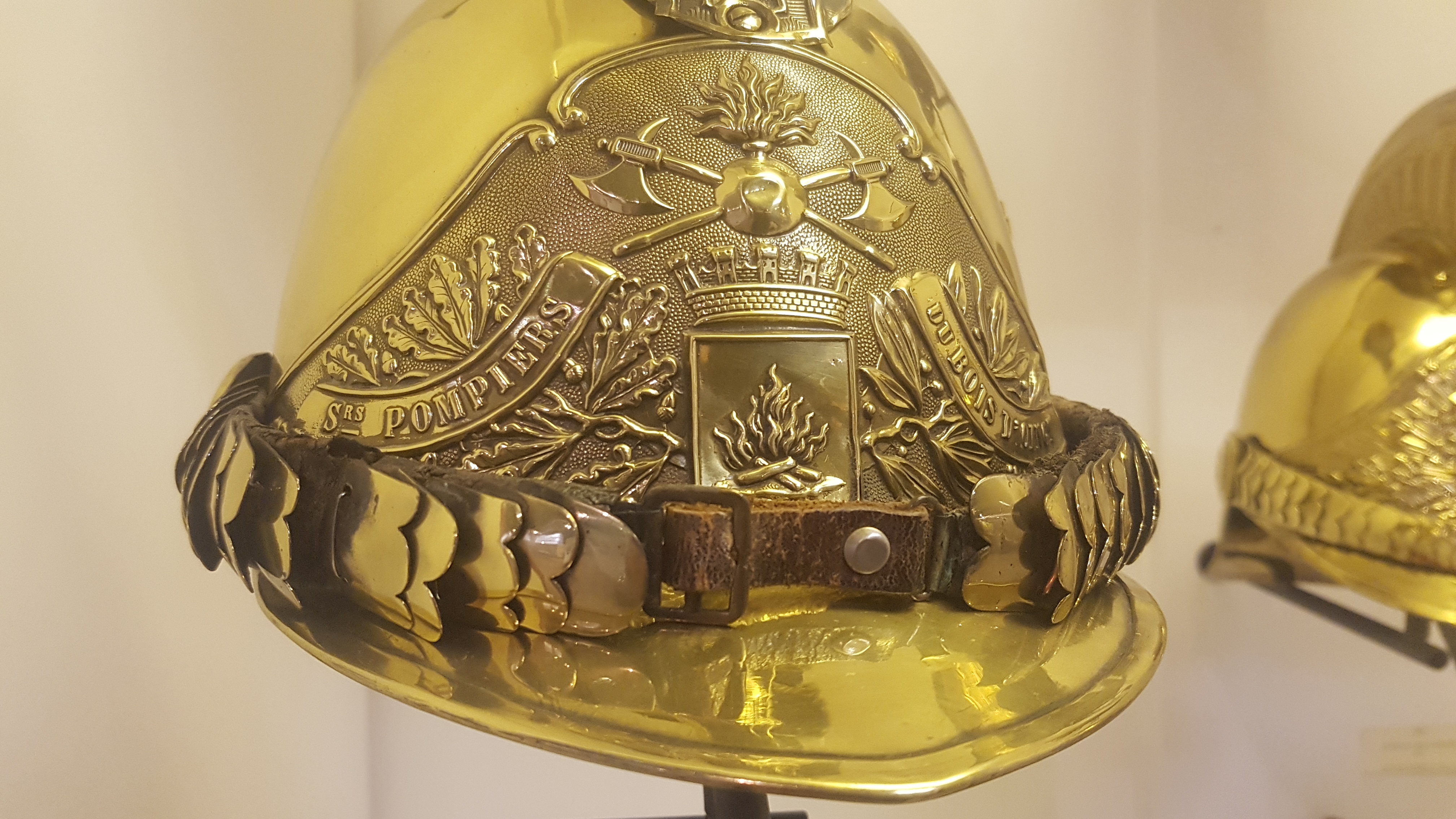
Casque de sapeur-pompiers - musée des sapeurs-pompiers Lyon-Rhône

## Les machines qui sauvent
Les premiers appareils de plongée, les secours sanitaires, les premiers appareils de réanimation et les combinaisons isolantes sont exposés. Cette collection date de l’entre-deux-guerres. Elle rappelle l’évolution des connaissances médicales, ses « ratés » et les risques mesurés pour l’époque.

## Le métier au quotidien
Grenades extinctrices, interventions en vélos pour les feux domestiques, la vie de caserne, les moyens de donner l’alerte, les fêtes, les uniformes d’apparat sont présentés. La large collection de casques est également le point d’entrée pour découvrir les autres pratiques des sapeurs-pompiers dans le monde.